# كاريز (جرغلان)
کاریز (بالفارسية: کاریز) هي قرية تقع في إيران في قسم جرغلان الريفي. يقدر عدد سكانها بـ 1,013 نسمة .